# Mordella tadjikistanica
Mordella tadjikistanica es una especie de coleóptero de la familia Mordellidae.

## Distribución geográfica
Habita en Tayikistán.